# Новоіванівка (Самарівський район)
Новоіва́нівка — село в Україні, у Магдалинівській селищній громаді Самарівського району Дніпропетровської області. Населення за переписом 2001 року становить 76 осіб.

## Географія
Село Новоіванівка розташоване за 50 км від обласного центру та 38 км від районного центру, на правому березі річки Кільчень, вище за течією на відстані 1,5 км розташоване село Поливанівка, нижче за течією на відстані 1 км розташоване село Веселий Гай, на протилежному березі - село Калинівка. Поруч пролягає автошлях територіального значення Т 0410.

## Історія
У 2019 році, в ході децентралізації, Поливанівська сільська рада об'єднана з Магдалинівською селищною громадою Магдалинівського району.
17 липня 2020 року, в результаті адміністративно-територіальної реформи та ліквідації Магдалинівського району, село увійшло до складу Самарівського району.

## Населення

### Мова
Розподіл населення за рідною мовою за даними перепису 2001 року:
| Мова       | Кількість | Відсоток |
| ---------- | --------- | -------- |
| українська | 68        | 89.47%   |
| російська  | 8         | 10.53%   |
| Усього     | 76        | 100%     |